# Gory Kendyktas
Gory Kendyktas (kazakiska: Kindiktas Taūy) är en bergskedja i Kazakstan. Den ligger i den sydöstra delen av landet, 900 km söder om huvudstaden Astana.